# Basket Catalan Perpignan Méditerranée
Le Basket Catalan Perpignan Méditerranée est un club français de basket-ball dont la section féminine appartient, en 2012-2013, à la Ligue féminine. Basé dans la ville de Perpignan, le club connait des problèmes financiers et est mis en liquidation judiciaire fin 2014.

## Historique
Pour la saison 2011-2012, le club a entrepris un recrutement ambitieux. L'ex-entraîneur de Tarbes François Gomez, champion LFB 2010, a permis l'arrivée de plusieurs joueuses comme Pauline Thizy, l'ex-internationale Pauline Jannault-Lo ou Isabelle Strunc.
Pour aller au-delà des capacités du gymnase Pons, salle ancienne à la capacité de seulement 900 places, le maire de Perpignan Jean-Marc Pujol projette la mise en service d'une nouvelle salle omnisports pour un coût de sept millions d’euros.
Après une brillante quatrième place dans en LFB pour sa première saison, le club est qualifié pour l'Eurocoupe 2013-2014, d'où l'annonce d'un budget porté de 1,3 à 1,5 million d'euros (dont la moitié issu du sponsoring) et le nouveau nom de « Perpignan Basket 66 l'accent catalan du basket féminin ». Toutefois, en mai 2013, l'engagement du club pour la prochaine saison est rejeté en raison d'un déficit et de salaires impayés.
Après avoir été rétrogradé en championnat régional, le club catalan est autorisé par la FFBB à rejouer en LF2, entraînant un boycott des autres clubs de la division, jugeant la décision injuste par rapport à la situation financière du club. Le boycott est finalement levé courant décembre.
L'accession est refusé au club en raison de sa situation financière et d'absence de centre de formation et relégué au niveau régional. Fin octobre 2014 le tribunal administratif de Montpellier confirme la validité de la rétrogradation de Perpignan en championnat régional. Par la suite, le club est mis en liquidation judiciaire fin 2014.

## Palmarès
- 2010 : Championne de France N2F
- 2012 : Championne de France  de Ligue féminine 2[8]
- 2014 : Championne de France de Ligue féminine 2[9]

## Effectif 2013-2014
| Numéro | Nom                     | Née le          | Taille | Nationalité | Poste      |
| 4      | Fabienne Constant       | 22 juillet 1986 | 1,88 m | France      | Intérieure |
| 7      | Fatou Dieng             | 18 août 1985    | 1,67 m | France      | Meneuse    |
| 10     | Margaux Okou-Zouzouo    | 18 février 1991 | 1,85 m | France      | Ailière    |
| 11     | Marie-Frédérique Ayissi | 11 janvier 1982 | 1,84 m | France      | Ailière    |
| 12     | Pauline Jannault-Lo     | 13 janvier 1987 | 1,92 m | France      | Ailière    |
| 14     | Élodie Bertal           | 16 mars 1984    | 1,90 m | France      | Intérieure |
|        | Laurie Datchy           | 2 avril 1990    | 1,72 m | France      | Arrière    |

Entraîneur :  François Gomez
Assistant :  Pierre-Laurent Baliello
Fatou Dieng, Pauline Jannault-Lo, Élodie Bertal restées, le club a recruté des joueuses sans club : Laurie Datchy (?), Margaux Okou-Zouzouo, Marie-Frédérique Ayissi, Fabienne Constant. Faute de pouvoir assurer le retour aux clubs d'espoirs comme Coralie Calvados et  Ophélie Bonneau l'effectif est complété par des étudiantes : Rose Abenkou, Myriam Benkada. D'abord boycotté par les autres clubs de Ligue 2 division auquel le CNOSF l'a fait repêcher par les instances fédérales, Perpignan peut enfin commencer la compétition fin décembre.
Le club atteint malgré tout la seconde place du championnat derrière Calais. Lors de la finale à quatre, Perpignan élimine Roche Vendée 55-53 sur un tir au buzzer. Le club est donc qualifiée sportivement pour la remontée en Ligue féminine de basket. En finale, Les Catalanes battent nettement le COB Calais (77-56) et s'offrent un nouveau titre de championnes de France de Ligue 2.
Alors que le club avait assuré qu'il refuserait de monter en LFB si l’équipe était en situation sportive de le faire dans le cadre de la levée du boycott des autres clubs de LF2 qui lui reprochaient son passif financier,, Perpignan a saisi le Comité National Olympique et Sportif Français à la suite du refus d'engagement en LFB.

## Effectif 2012-2013
| Numéro | Nom                  | Née le            | Taille | Nationalité | Poste           |
| 4      | Abby Bishop          | 29 novembre 1988  | 1,89 m | Australie   | Intérieure      |
| 5      | Diandra Tchatchouang | 14 juin 1991      | 1,87 m | France      | Ailière         |
| 6      | Clémentine Samson    | 19 septembre 1991 | 1,81 m | France      | Arrière         |
| 7      | Laina Badiane        | 7 septembre 1985  | 1,84 m | France      | Ailière         |
| 8      | Isabelle Strunc      | 8 mars 1991       | 1,80 m | France      | Arrière         |
| 9      | Fatou Dieng          | 18 août 1985      | 1,67 m | France      | Meneuse         |
| 12     | Pauline Jannault-Lo  | 13 janvier 1987   | 1,92 m | France      | Ailière         |
| 13     | Iva Ciglar           | 12 décembre 1985  | 1,69 m | Croatie     | Meneuse         |
| 14     | Élodie Bertal        | 16 mars 1984      | 1,90 m | France      | Intérieure      |
| 15     | Angie Bjorklund      | 14 juillet 1989   | 1,83 m | États-Unis  | Arrière-ailière |
| 16     | Héléna Ciak          | 15 décembre 1989  | 1,97 m | France      | Intérieure      |

Entraîneur :  François Gomez
Assistant :   Yannick Esteban
Le club finit en quatrième position de la saison régulière avec 16 victoires et 10 défaites.

## Effectif 2011-2012
Après une 6e place en 2011, le club perd Maya Ruzickova (Italie), Lala Wane, Oumou Toure, Fatima Dahine (arrêt), Alexandra Ilovoskaya (Saint Etienne), mais effectue un recrutement très ambitieux avec notamment l'ancien entraîneur de Tarbes François Gomez, Pauline Jannault-Lo (Tarbes), Clémentine Samson (Rennes, NF1), Pauline Thizy (Mondeville), Isabelle Strunc (Aix), Helena Ciak (La Roche) et Agathe Nnindjem qui fait son retour après une année sabbatique. Le club finit à la première place du championnat de Ligue 2 et remporte la Finale à quatre.
| Numéro | Nom                     | Née le            | Taille | Nationalité | Poste      |
| 5      | Princesse Goubo         | 15 avril 1991     | 1,68 m | France      | Meneuse    |
| 6      | Clémentine Samson       | 19 septembre 1991 | 1,81 m | France      | Arrière    |
| 7      | Laina Badiane           | 7 septembre 1985  | 1,84 m | France      | Ailière    |
| 8      | Nzumba Kamalandua       | 16 décembre 1983  | 1,88 m | France      | Intérieure |
| 9      | Fatou Dieng             | 18 août 1983      | 1,67 m | France      | Meneuse    |
|        | Fatima Dahine           | 23 novembre 1973  | 1,72 m | France      | Ailière    |
| 11     | Camille Ruiz            | 10 septembre 1988 | 1,74 m | France      | Ailière    |
| 12     | Pauline Jannault-Lo     | 13 janvier 1987   | 1,92 m | France      | Ailière    |
| 13     | Pauline Thizy           | 16 mars 1984      | 1,90 m | France      | Intérieure |
| 14     | Isabelle Strunc         | 8 mars 1991       | 1,80 m | France      | Arrière    |
| 15     | Agathe N'Nindjem-Yolemp | 4 août 1980       | 1,90 m | Cameroun    | Intérieure |
| 16     | Héléna Ciak             | 15 décembre 1989  | 1,90 m | France      | Intérieure |
|        | Marine Abribat          | 1991              | 1,72 m | France      | Meneuse    |

Entraîneur :  François Gomez
Assistant :  Yannick Esteban et Fatima Dahine

## Effectif 2010-2011
Classement : sixième (16 victoires-14 défaites)
Effectif:
Championnat : Ligue féminine 2
Entraîneur :  Francis Jordane,
Assistant :  Patrick Esteban et Carlos Neira,
| Numéro | Nom                   | Âge  | Taille | Nationalité | Poste      |
|        | Laina Badiane         | 1985 | 1,84 m | France      | Ailière    |
|        | Fatima Dahine         | 1973 | 1,72 m | France      | Meneuse    |
|        | Fatou Dieng           | 1993 | 1,69 m | France      | Meneuse    |
| '      | Princesse Goubo       | 1991 | 1,65 m | France      | Meneuse    |
|        | Alexandra Ilvovskaya  | 1990 | 1,86 m | France      | Intérieure |
|        | Nzuba Kalamandua      | 1986 | 1,83 m | France      | Intérieure |
|        | Chrystel Ongenda M'Bo | 1984 | 1,70 m | France      | Meneuse    |
|        | Diana Razmaite        | 1975 | 1,96 m | Lituanie    | Intérieure |
|        | Camille Ruiz          | 1988 | 1,76 m | France      | Ailière    |
|        | Marie Ruzickova       | 1986 | 1,83 m | Slovaquie   | Intérieure |
|        | Oumou Touré           | 1988 | 1,90 m | Sénégal     | Intérieure |
|        | Lala Wane             | 1989 | 1,80 m | France      | Arrière    |

## Entraîneurs successifs
| Dates    | Entraîneurs     |
| -------- | --------------- |
| ? - 2011 | Francis Jordane |
| 2011- ?  | François Gomez  |